# Corymyia antimelas
Corymyia antimelas är en tvåvingeart som beskrevs av Jason Gilbert Hayden Londt 1994. Corymyia antimelas ingår i släktet Corymyia och familjen rovflugor. Inga underarter finns listade i Catalogue of Life.